# Михельсон, Давид
Давид Михельсон (?—1778) — русский военный, бригадир.

## Биография
В военной службе состоял с 1740 года после поступления в Сухопутный шляхетный корпус, из которого был выпущен поручиком 5 сентября 1751 года.
Полковник с 1771 года, бригадир с 1778 года. Служил в Воронежском пехотном полку.
Участник взятия Бендерской крепости. Был награждён орденами Св. Георгия 4-й степени (№ 46 (47); 1 ноября 1770) — «За отличную храбрость при осаде Бендерской крепости при прикрытии траншеи и мужественное с полковником Вассерманом предводительство при штурмовании оной крепости» и 3-й степени (№ 30, 5 июля 1771) — «За произведенное мужественное дело 14-го июня 771 года при завладении линии неприятельской обороны и искусное порученных ему колонн предводительство». Также был награждён другими орденами Российской империи.
На военной службе находился по 1776 год.
Умер 8 сентября 1778 года[по какому календарю?].
Его сын, Андрей Давыдович (1771—28.12.1838) — генерал-майор; был женат (с 23.05.1823) на вдове генерал-майора Чесменского Анне Николаевне, урождённой Соболевской.